# جون بيكيت
جون بيكيت (بالإنجليزية: John Beckett)‏ هو ضابط أمريكي، ولد في 5 يناير 1892 في Eightmile, Oregon ‏ في الولايات المتحدة، وتوفي في 26 يوليو 1981.

## وصلات خارجية
- جون بيكيت على موقع مرجع كرة القدم المحترفة.كوم (الإنجليزية)